# Joan Abat
Joan Abat fou un compositor català de la primera meitat del segle xvii.
Es conserven tres obres seves al fons Joan Carreras i Dagas de la Biblioteca de Catalunya: una missa policoral per a dotze veus i ministrers, on hi consta la data 1681; un tono a dues veus A la nave de amor, dedicat al Santíssim, de la còpia del qual es desprès que procedeix de l'entorn de la catedral de Girona; i un villancet a nou veus per a la festivitat de l'Ascensió, titulat Sube el alma, sube.